# Harpymimus
Harpymimus — динозавр-теропод орнітомімозавра ранньої крейди із Монголії. На відміну від більш пізніх орнітомімозаврів, у гарпіміма все ще були зуби, хоча вони, здається, були обмежені зубною частиною нижньої щелепи.

## Відкриття та найменування
У 1981 році радянсько-монгольська експедиція знайшла в пустелі Гобі скелет теропода. У 1984 році він був названий і коротко описаний Рінченгіном Барсболдом і Альтангерелом Перле як тип і єдиний вид нового роду Harpymimus: Harpymimus okladnikovi. Родова назва Harpymimus є посиланням на грізну Гарпію з грецької міфології та походить від грецького ἅρπυια (harpyia), «Гарпія» та μῖμος (mimos), «міміка». Видова назва на честь покійного радянського археолога Олексія Павловича Окладнікова.
Зразок голотипу IGM 100/29 (Монгольська академія наук, Улан-Батор, Монголія) складається з майже цілого та зчленованого, але стиснутого скелета, у якому відсутні лише частини грудного пояса, тазового пояса та задніх кінцівок. Його було знайдено в аймаку Дундгові (східна провінція Гобі) з оголення формації Шинехудаг, яка зараз є частиною формації Кхурен Дух, яка датується середньо-пізнім альбом.

## Опис
Гарпімім був уперше детально описаний у дисертації Йосіцугу Кобаясі у 2004 році. У статті 2005 року Кобаяші та Барсболд поставили діагноз Harpymimus на основі низки анатомічних характеристик, включаючи одинадцять зубів у передній частині нижньої щелепи, перехід між передніми та задніми хвостовими хребцями відбувається у вісімнадцятому каудальному, трикутному фігурне заглиблення над дорсальною поверхнею валика на лопатці над плечовим суглобом, низький виступ над характерним заглибленням уздовж заднього краю лопатки та невелика, але глибока ямка колатеральної зв'язки на латеральному виростку п'ясткової кістки III (кістка кисті).
Череп типового зразка Harpymimus практично повний, але сильно подрібнений, що приховує деякі анатомічні деталі. Є докази того, що верхню щелепу покривав дзьоб, який разом із зубами, ймовірно, використовувався для захоплення та утримання їжі. Його загальний вигляд був дуже схожий на пізніших орнітомімозаврів (довга шия, довгі руки з гострими кігтями та довгі ноги). Маленькі зуби гарпіміма, ймовірно, використовувалися лише для хапання та утримання харчових продуктів, на відміну від зубів багатьох інших тероподів, які були пристосовані для різання чи проколювання здобичі. З усіх відомих орнітомімозаврів лише Harpymimus і Pelecanimimus зберегли зуби, ознака, яка є примітивною (плезіоморфною) для клади Ornithomimosauria. Іншими основними ознаками є дуже коротка перша п'ясткова кістка в руці та третя п'ясткова кістка, яка, хоча й затиснута у верхній частині, у цій точці не виключена з передньої поверхні плеснової кістки, так що стопа не є арктоматарзальною.
Довжина черепа становить ≈ 262 мм, що більш ніж вдвічі перевищує його приблизну висоту і менше половини довжини шиї (≈ 600 мм). За оцінками, він важив понад 146,5 кілограма.

## Галерея

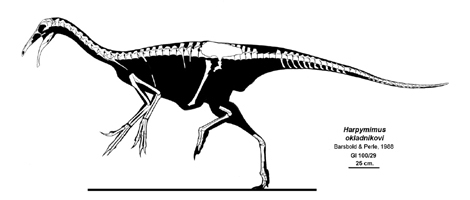
Скелетна схема
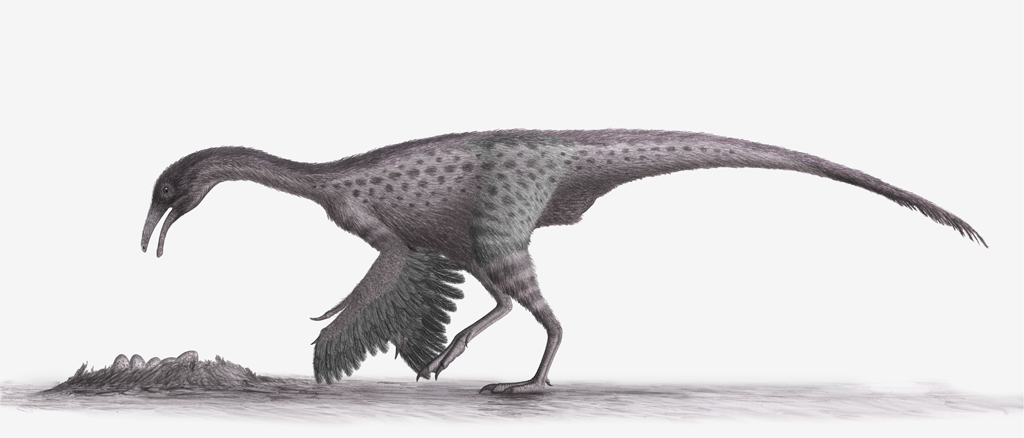
Художнє представлення